# Harpiniopsis gurjanovae
Harpiniopsis gurjanovae är en kräftdjursart som beskrevs av Bulycheva 1936. Harpiniopsis gurjanovae ingår i släktet Harpiniopsis och familjen Phoxocephalidae. Inga underarter finns listade i Catalogue of Life.